# Platycoryne brevirostris
Platycoryne brevirostris är en orkidéart som beskrevs av Victor Samuel Summerhayes. Platycoryne brevirostris ingår i släktet Platycoryne och familjen orkidéer. Inga underarter finns listade i Catalogue of Life.